# 北足立郡
北足立郡（日语：／ Kitaadachi gun */?）是日本埼玉縣的一郡。人口38,570人、面積14.80km²。（2007年4月1日、推計人口）

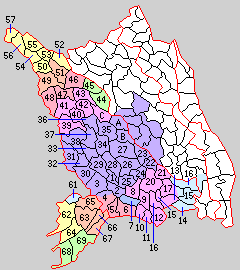
1.浦和町 2.六辻村 3.土合村 4.美谷本村 5.笹目村 6.戶田村 7.蕨町 8.芝村 9.青木村 10.橫曾根村 11.川口町 12.南平柳村 13.新鄉村 14.谷塚村 15.草加町 16.新田村 17.安行村 18.鳩谷町 19.北平柳村 20.神根村 21.戶塚村 22.大門村 23.野田村 24.尾間木村 25.谷田村 26.三室村 27.片柳村 28.木崎村 29.與野町 30.大久保村 31.馬宮村 32.植水村 33.並木村 34.大宮町 35.大砂土村 36.宮原村 37.日進村 38.指扇村 39.平方村 40.大谷村 41.大石村 42.上尾町 43.上平村 44.小室村 45.小針村 46.加納村 47.桶川町 48.川田谷村 49.石戶村 50.馬室村 51.中丸村 52.常光村 53.鴻巢町 54.田間宮村 55.箕田村 56.小谷村 57.吹上村 61.志木町 62.大和田町 63.膝折村 64.片山村 65.內間木村 66.新倉村 67.白子村 68.保谷村 A.深作村外3村組合 B.大谷村外6村組合 C.原市町外1村組合 （藍：沒有合併 紫：埼玉市 下桃：川口市 下紅：戶田市 下橙：朝霞市 下黃：新座市 下藍：志木市 右藍：草加市 上桃紅：上尾市 上紅：桶川市 上橙：北本市 上黃：鴻巢市 上綠：伊奈町 下綠：編入東京府 69是新座郡榑橋村）

現轄有以下1町。
- 伊奈町